# 第1次岸内閣
第1次岸内閣（だいいちじきしないかく）は、内閣総理大臣臨時代理、衆議院議員、外務大臣の岸信介が第56代内閣総理大臣に任命され、1957年（昭和32年）2月25日から同年7月10日まで続いた日本の内閣。

## 概要
石橋内閣発足から間もない1957年（昭和32年）の年明けに内閣総理大臣の石橋湛山が体調を崩し、脳軟化症と診断されて療養に入った。通常国会の審議に出席不能となったことを受けて1月に外務大臣の岸信介が内閣総理大臣臨時代理に就任。2月に石橋内閣が総辞職したことに伴い、そのまま岸が首班指名を受けて組閣した。
外務大臣は岸が兼任し、石橋内閣の閣僚をそのまま引き継いだ居抜き内閣である。後に1956年12月自由民主党総裁選挙で石橋、岸と争った石井光次郎を副総理として入閣させた。
石橋の辞任に伴い3月に形式的に1957年自由民主党総裁選挙が行われたが、すでに岸内閣発足後であり、実態は単なる信任投票であった。

## 国務大臣
| 職名                                | 氏名 | 氏名         | 所属                              | 特命事項等                     | 備考           |
| ----------------------------------- | ---- | ------------ | --------------------------------- | ------------------------------ | -------------- |
| 内閣総理大臣 外務大臣               |      | 岸信介       | 衆議院 自由民主党（岸派）         |                                | 自由民主党総裁 |
| 国務大臣                            |      | 石井光次郎   | 衆議院 自由民主党（石井派）       | 内閣総理大臣臨時代理（副総理） | 5月20日就任    |
| 法務大臣                            |      | 中村梅吉     | 衆議院 自由民主党（河野派）       |                                |                |
| 大蔵大臣                            |      | 池田勇人     | 衆議院 自由民主党（池田派）       |                                |                |
| 文部大臣                            |      | 灘尾弘吉     | 衆議院 自由民主党（石井派）       |                                |                |
| 厚生大臣                            |      | 神田博       | 衆議院 自由民主党（大野派）       |                                |                |
| 農林大臣                            |      | 井出一太郎   | 衆議院 自由民主党（松村・三木派） |                                |                |
| 通商産業大臣                        |      | 水田三喜男   | 衆議院 自由民主党（大野派）       |                                |                |
| 運輸大臣                            |      | 宮澤胤勇     | 衆議院 自由民主党（岸派）         |                                |                |
| 郵政大臣                            |      | 平井太郎     | 参議院 自由民主党（無派閥）       |                                |                |
| 労働大臣                            |      | 松浦周太郎   | 衆議院 自由民主党（松村・三木派） |                                |                |
| 建設大臣                            |      | 南條德男     | 衆議院 自由民主党（岸派）         | 首都圏整備委員会委員長         |                |
| 行政管理庁長官 国家公安委員会委員長 |      | 大久保留次郎 | 衆議院 自由民主党（石橋派）       |                                |                |
| 北海道開発庁長官                    |      | 川村松助     | 参議院 自由民主党（無派閥）       |                                | 4月30日免      |
| 北海道開発庁長官                    |      | 鹿島守之助   | 参議院 自由民主党                 |                                | 4月30日就任    |
| 自治庁長官                          |      | 田中伊三次   | 衆議院 自由民主党（石井派）       |                                |                |
| 防衛庁長官                          |      | 小瀧彬       | 参議院 自由民主党（無派閥）       |                                |                |
| 経済企画庁長官 科学技術庁長官       |      | 宇田耕一     | 衆議院 自由民主党（松村・三木派） | 原子力委員会委員長             |                |
| 内閣官房長官                        |      | 石田博英     | 衆議院 自由民主党（石橋派）       |                                |                |

## 内閣官房副長官・法制局長官
- 内閣官房副長官（政務）
  - 北澤直吉
- 内閣官房副長官（事務）
  - 田中榮一
- 法制局長官
  - 林修三

## 政務次官
石橋内閣の政務次官がそのまま留任。
- 法務政務次官 - 松平勇雄
- 外務政務次官 - 井上清一
- 大蔵政務次官 - 足立篤郎
- 文部政務次官 - 稻葉修
- 厚生政務次官 - 中垣國男
- 農林政務次官 - 八木一郎
- 通商産業政務次官 - 長谷川四郎
- 運輸政務次官 - 福永一臣
- 郵政政務次官 - 伊東岩男
- 労働政務次官 - 伊能芳雄
- 建設政務次官 - 小沢久太郎
- 行政管理政務次官 – 楠美省吾
- 北海道開発政務次官 - 中山榮一
- 自治政務次官 - 加藤精三
- 防衛政務次官 - 高橋等
- 経済企画政務次官 - 井村德二
- 科学技術政務次官 – 秋田大助